# 生而為人
《生而為人》（英語：Born to be Human）是台灣之雌雄間性題材電影。

## 劇情
一名男孩南擁有雙重生殖系統，外表看似普通的他，卻像女生一樣每個月都會有月經。他的同學因此嘲笑他「好娘」，甚至直接叫他「女生」，讓大家感到不舒服。這些嘲弄深深傷害了南的自尊心。
在青春期，南和其他男孩一樣，對女性的身體充滿幻想。但不同的是，他每個月都會有幾天經歷劇烈的腹痛。一開始，南的母親以為他只是普通的腸胃不適，於是給他服藥，但情況卻未見好轉。
某天，南的腹痛變得更嚴重。在課堂結束前，他匆忙跑進廁所，卻驚訝地發現尿斗裡滿是鮮紅的液體。他身後的同學目睹這一幕，不但沒有安慰他，反而繼續嘲笑他。這些持續不斷的校園霸凌，讓南變得更加自卑。
回到家後，南上網查詢血尿和尿液的情況，但結果讓他不寒而慄，血尿可能是膀胱癌的徵兆。晚餐時，因腹痛無法進食的南，匆忙衝進廁所。父母看見這場面後非常驚慌，立刻帶南到醫院檢查。然而，醫生只是隨便看了幾眼，便將他的症狀歸咎於普通的感染，建議隔天再到泌尿科檢查。
南聽了醫生的話，暫時放下心來，並趁機請假，開心地在家玩遊戲、吃零食，度過了一個愉快的假期。然而，回到學校後，他的腹痛更加嚴重，甚至在跑步途中倒下。老師見狀，立即將他送到保健室。
然而，到了保健室後，他的衣服上已經被鮮血染紅。校護震驚地懷疑，南可能正在「來月經」。這令所有人都感到難以置信，因為他明明是男生。
南的父母接到消息後，立刻帶他去醫院。這次接診的是泌尿科醫生李醫師。經過一系列檢查後，醫生得出驚人的結論：南患有先天性性別分化異常，擁有男性與女性的雙重生殖系統，簡而言之，他是一名雌雄間性人。
為了確定治療方向，醫生建議進一步檢查南的染色體，並根據結果進行性別重建手術。毫無醫學知識的父母聽到這些話後感到震驚，害怕自己的孩子成為「不男不女的怪物」。直到醫生耐心解釋，他們才稍稍放心。母親更關心的是南將來是否還能有生育能力。
很快，染色體檢查結果出爐，顯示南的染色體為女性（XX）。醫生表示，保留女性生殖系統是最佳選擇，否則未來南可能有很高的癌症風險。於是，南在完全不知情的情況下被送進手術室。父母未經他的同意，強行移除了他的男性器官。
手術後，南醒來發現自己的陰莖不見了，情緒徹底崩潰。他開始絕食，以此發洩內心的憤怒，但一切已無法挽回。他的父母認為，南既然變成了完全的女性，便試圖讓他接受女性的身份。他們強迫南留長髮、穿束腰的衣服，甚至在生日時送他粉紅色的蛋糕和洋娃娃。然而，南無法接受這樣的自己，於是將洋娃娃燒毀，試圖以此抹去自己的女性特質。
父母認為，轉學和改名可以幫助南過上新生活。起初，他的新同學讚美他可愛的外貌，這似乎讓他得到一絲慰藉。但對南來說，新的身份意味著另一種折磨，因為他一直堅信自己是男生。
某天，當南發現自己染血的椅子時，他感到羞愧無比。善良的同學琪幫他清理了所有痕跡，這讓南感到前所未有的溫暖。隨著時間推移，兩人的關係越來越親密，琪甚至教南如何購買衛生用品，並一起打扮和挑選髮型。
然而，南始終無法接受自己的現狀。他無法理解為何自己要承受這種病痛，甚至在母親安慰他是「世界上最特別的人」時，他只希望能過正常人的生活，而不是經歷這種性別上的折磨。
南的秘密最終被同學揭露，成為大家霸凌的對象。他最好的朋友琪因一時不慎洩露了他的身體狀況，這對南來說比其他人的侮辱更讓人難以接受。他感覺被全世界背叛了，徹底關上心門，甚至拒絕進食。
當南意識到自己被父母與醫生操控，甚至連所服用的「抗憂鬱藥」其實是荷爾蒙藥物時，他的憤怒達到了頂點。他徹底失控，穿上純白的洋裝，濃妝豔抹，試圖以自己的方式結束這不屬於自己的人生。

## 演員
- 李玲葦 飾 楊世南／楊詩蘭
- 陳雪甄 飾 陳潔（楊母）
- 尹昭德 飾 李培瑞
- 李璇 飾 李母
- 李興文 飾 楊國英（楊父）
- 梁洳瑄 飾 張天琦
- 吳兆絃 飾 顧淑娟
- 周孝虹 飾 張月雪（天琦媽媽）
- 安德森 飾 吳源
- 睦媄 飾 許甜（班導）
- 尹仲敏 飾 王魏（生物老師）
- 張耀仁 飾 體育老師

## 獎項
| 年份   | 單位           | 獎項 | 入圍者 | 結果 |
| ------ | -------------- | ---- | ------ | ---- |
| 2021年 | 大阪亞洲電影節 |      |        |      |

## 資料來源
1. ↑  國家電影及視聽文化中心編著.  初版. 國家電影及視聽文化中心. 2022-11. ISBN 9789865327163.

## 外部連結
- 生而為人的Facebook專頁